# Estrelada valenciana
La estrelada valenciana o señera nacionalista valenciana (senyera de lluita, bandera de combate, en valenciano) es la primera bandera utilizada por el nacionalismo valenciano.[cita requerida]
La estrelada de estrella blanca es utilizada por diferentes grupos valencianistas desde principios del siglo XX. En la actualidad es utilizada por diferentes grupos nacionalistas como Esquerra Nacionalista Valenciana pero también del blaverismo como el GAV.
Es utilizada por valencianistas de todas las tendencias políticas, desde la derecha a la izquierda, puesto que la estrella blanca no responde a ninguna posición en el eje izquierda-derecha sino a la reivindicación soberanista que se le quiere conceder.
La estrelada con la estrella roja es utilizada por los partidos Estat Valencià y República Valenciana-Partit Valencianista Europeu.

## Orígenes

Bandera de Esquerra Valenciana (1931).

El primer testimonio de la estrelada data de principios de los años 30, en un acto de Acció Nacionalista Valenciana.
El documento gráfico más antiguo conservado con una estrelada es una fotografía de una concentración en favor del Estatuto Valenciano en Alcira, el 27 de septiembre de 1932. [cita requerida]